# Diana Torrieri
Diana Torrieri (9 de agosto de 1913 – 27 de marzo de 2007) fue una actriz teatral, cinematográfica y televisiva de  nacionalidad italiana.

## Biografía
Su verdadero nombre era Angela Vittoria Torrieri, y nació en Canosa di Puglia, Italia. Inició su actividad como actriz en los primeros años de la década de 1930 en la compañía teatral de Paola Borboni, con la cual realizó una larga gira por los Estados Unidos.
En años siguientes trabajó en las formaciones de Anton Giulio Bragaglia y Memo Benassi y, tras la Segunda Guerra Mundial, con Vittorio Gassman.
Su presencia en el cine no fue habitual, rodando únicamente cuatro películas.
En 1943, durante la guerra mundial, formó parte del Partido de Acción, resultando herida durante la Liberación de Milán, justo mientras se encontraba cerca del Teatro Piccolo, en el cual trabajaba en un espectáculo.
Torrieri sobrevivió a un intento de suicidio en 1949, retomando su actividad junto a Tino Carraro, actuando tanto en obras teatrales clásicas como modernas, retirándose de la escena en la década de 1980.
En 1991 le fue concedida una pensión vitalicia en aplicación de la Ley Bacchelli. Diana Torrieri falleció en 2007, a los 93 años de edad, en Roma, Italia.

## Teatro
- La vedova scaltra, de Carlo Goldoni, con Vittorio Gassman, Mario Feliciani yDiana Torrieri. Dirección de Luigi Squarzina. Estrenada en el Teatro Valle de Roma el 27 de mayo de 1951.
- Un uomo da nulla, de Luigi Candoni, con Enrico Maria Salerno, Diana Torrieri y Pina Cei. Compañía del Teatro Stabile de Venecia de Diana Torrieri, con dirección de Gianfrando De Bosio. 30 de mayo de 1953. Teatro la Fenice de Venezia.

## Radio
EIAR
- Las tres hermanas, de Antón Chéjov, con Stefania Piumatti, Nerina Bianchi y Diana Torrieri. Dirección de Enzo Ferrieri. 19 de octubre de 1942.

RAI
- L'albergo dei poveri, de Máximo Gorkij, con Ruggero Ruggeri, Annibale Betrone y Diana Torrieri. Dirección de Enzo Ferrieri. 20 de junio de 1946.
- Un'attrice allo specchio, confidencia poética de Diana Torrieri. Julio-agosto de 1957.

## Televisión
- Espectros, de Henrik Ibsen, con Diana Torrieri, Tino Buazzelli y Giorgio Albertazzi,. Dirección de Mario Ferrero. 29 de octubre de 1954.
- Il piacere di lasciarsi, de Jules Renard, con Diana Torrieri y Tino Bianchi. Dirección de Vito Molinari. 11 de agosto de 1956.
- Ventiquattr'ore felici, de Cesare Meano. Dirección de Claudio Fino, con Emma Gramatica, Pina Cei y Luigi Vannucchi. 23 de noviembre de 1956.
- Il litigio, con Armando Francioli, Neda Naldi y Diana Torrieri. Dirección de Claudio Fino. 6 de septiembre de 1957.
- Il tunnel, con Diana Torrieri, Ferruccio Solieri y Emma Fedeli. Dirección de Giacomo Vaccari. 7 de enero de 1958.
- Tana di ladri, con Carlo Dapporto, Elsa Merlini y Diana Torrieri. Dirección de Eros Macchi. 11 de agosto de 1961.
- Marea di settembre, con Laura Efrikian, Diana Torrieri y Enzo Tarascio. Dirección de Alessandro Brissoni. 1 de noviembre de 1963.
- Piccole volpi, con Laura Efrikian, Mario Feliciani y Diana Torrieri. Dirección de Vittorio Cottafavi. 12 de noviembre de 1965.
- La donna di fiori, miniserie televisiva, con dirección de Anton Giulio Majano (1965).

## Filmografía
- Il barone di Corbò, de Gennaro Righelli (1939)
- Don Pasquale, de Camillo Mastrocinque (1940)
- La primadonna, de Ivo Perilli (1943)
- Incontro con Laura, de Carlo Alberto Felice (1945)